# Olchowczyk
Olchowczyk (ukr. Вільхівчик, Wilchiwczyk) – wieś na Ukrainie, w rejonie czortkowskim obwodu tarnopolskiego, w hromadzie Husiatyn.
Do 2020 w rejonie husiatyńskim.
Pod koniec XIX wieku właścicielem posiadłości większej był Adam Gołuchowski.
W II Rzeczypospolitej wieś w powiecie kopyczynieckim województwa tarnopolskiego. Stacjonowały tu jednostki graniczne Wojska Polskiego: we wrześniu 1921 w Olchowczyku wystawiła placówkę 3 kompania 23 batalionu celnego, a po 1924 w miejscowości stacjonowała strażnica KOP „Olchowczyk”.
W latach 1943–1945 nacjonaliści ukraińscy z OUN-UPA zamordowali tutaj 18 Polaków.
Jest to również nazwa miejscowego potoku.
Do 2020 roku część rejonu husiatyńskiego, od 2020 – czortkowskiego.